# Neferkara I
Neferkara, o Seneferka (?), fue el sexto faraón de la dinastía II de Egipto, c. 2769-2764 a. C.
Su nombre de Horus pudiera ser Seneferka. Sólo se conoce por sus referencias en las Listas Reales de Egipto y las inscripciones, con el nombre Seneferka, encontradas en recipientes de la tumba 3505, en Saqqara, perteneciente al alto oficial Merka, fechado en el reinado de rey Qaa, que gobernó al final de la primera dinastía (Emery)
En la Lista Real de Saqqara Neferkara es el octavo nombre y está situado entre Sened y Neferkaseker, en la segunda dinastía. En el Canon Real de Turín Neferkara, o Aaka, está en el registro 2.25, entre Sened y Neferkasocar.
Durante el periodo tardío de Egipto, este faraón, gozó de gran popularidad.

## Testimonios de su época
- Inscripciones de Seneferka en recipientes de la tumba 3505, en Saqqara (Emery)
- Se descubrió un sello cilíndico con su nombre, pero posiblemente no sea de su época.

## Titulatura
| Titulatura | Jeroglífico | Transliteración (transcripción) - traducción - (referencias) |

| G5 |

| G5 |

| s | nfr | D28 |

| s | nfr | D28 |

| s | nfr | D28 |

| s | nfr | D28 |

| G5 |

| G5 |

| s | nfr | D28 |

| s | nfr | D28 |

| s | nfr | D28 |

| s | nfr | D28 |

| N5 | nfr | D28 |

| N5 | nfr | D28 |

| N5 | nfr | D28 |

| N5 | nfr | D28 |

| N5 | nfr | D28 |

| N5 | nfr | D28 |

| N5 | nfr | D28 |

| N5 | nfr | D28 |

| N5 | nfr | D28 |

| N5 | nfr | D28 |

| N5 | nfr | D28 |

| N5 | nfr | D28 |

| N5 | nfr | D28 |

| N5 | nfr | D28 |

| N5 | nfr | D28 |

| N5 | nfr | D28 |

| nfr | D28 | Z1 |

| nfr | D28 | Z1 |

| nfr | D28 | Z1 |

| nfr | D28 | Z1 |

| nfr | D28 | Z1 |

| nfr | D28 | Z1 |

| nfr | D28 | Z1 |

| nfr | D28 | Z1 |

| nfr | D28 | Z1 |

| nfr | D28 | Z1 |

| nfr | D28 | Z1 |

| nfr | D28 | Z1 |

| nfr | D28 | Z1 |

| nfr | D28 | Z1 |

| nfr | D28 | Z1 |

| nfr | D28 | Z1 |

## Otras hipótesis
Algunos egiptólogos opinan que el registro 2.25 del Canon Real de Turín podría verse como Aaka, resultando difícil su lectura.
Los egiptólogos ha situado normalmente a Sejemib, Sesojris, como sucesor de Sened, Sethenes, pero en la lista de Jorge Sincelo, tomada de Manetón, hay dos reyes entre ellos, Kaires y Neferjeres, y en la Lista Real de Saqqara hay tres reyes entre ellos, Neferkara, Neferkasocar y Hudyefa.